# منقذه (إب)
منقذة هي إحدى قرى الجمهورية اليمنية. تتبع جغرافيا لمحافظة إب وإداريًا لمديرية بعدان. يبلغ تعداد سكانها 1091 نسمة حسب الإحصاء الذي أجري عام 2004.